# Michele Tito
Michele Tito (* 18. Juni 1920 in Triest; † 10. Juli 1968) war ein italienischer Leichtathlet.
Bei den Olympischen Spielen 1948 in London gewann Tito gemeinsam mit Enrico Perucconi, Carlo Monti und Antonio Siddi die Bronzemedaille in der 4-mal-100-Meter-Staffel hinter der US-amerikanischen und der britischen Mannschaft.